# القسطل
القسطل (به عربی: القسطل) یک منطقهٔ مسکونی در سوریه است که در استان ریف دمشق واقع شده‌است.

## خصوصیات
القسطل ۳٬۴۸۶ نفر جمعیت دارد.